# جونينيو (لاعب كرة قدم مواليد 2000)
أنطونيو فالمور أسيس دا سيلفا جونيور المعروف بـاجونينيو (6 مارس 2000 في غوارابوافا في البرازيل – )؛ هو لاعب كرة قدم إماراتي من أصل برازيلي يلعب مهاجمًا في نادي النصر.
لعب في الفئات السنية في نادي بونتي بريتا و احترف في الإمارات في نادي الشارقة ونادي خورفكان ونادي النصر و حصل على الجنسية الإماراتية في عام 2024.

## وصلات خارجية
- جونينيو (لاعب كرة قدم مواليد 2000) على موقع قاعدة بيانات كرة القدم.إي يو (الإنجليزية)